# 曹竟
曹竟（？—25年），字子期，汉朝山阳郡人。
公元11年，齐郡人栗融，北海郡人禽庆、苏章和曹竟，都是儒生，辞去官位，不在王莽新朝任职。23年，王莽灭亡，汉更始帝徵召曹竟，以曹竟为丞相，封列侯。曹竟想要任用贤臣、消灭寇贼，不受侯爵。25年九月，赤眉军入长安，更始帝刘玄的文武官员全都投降了赤眉军，只有丞相曹竟不降，手持宝剑格斗而被杀害。